# Universidad Presbiteriana Mackenzie
La Universidad Presbiteriana Mackenzie es una universidad privada y confesional brasileña. La universidad está mantenida por el Instituto Presbiteriano Mackenzie, una asociación civil de derecho privado sin fines lucrativos y de finalidad educacional.
Fundada en 1870 y situada en São Paulo, Brasil, es una de las universidades más prestigiosas de Brasil, así como una de las más antiguas y de mayor tradición. Cuenta con campus para estudios de pregrado y postgrado en São Paulo (Campus Higienópolis), Campinas, Barueri (Campus Alphaville), Brasilia, Recife y Río de Janeiro. Es una de las universidades más importantes de Brasil, con varios cursos, como arquitectura, derecho, ingeniería, publicidad, periodismo, biología, entre otros. Sin embargo no figura entre las 30 instituciones mejor ranqueadas del Índice Geral de Cursos de Brasil, entre las 27 mejores del Ranking de la Folha de Sao Paulo, las primeras 500 de la lista de ARWU ni las 700 primeras del Ranking QS. 

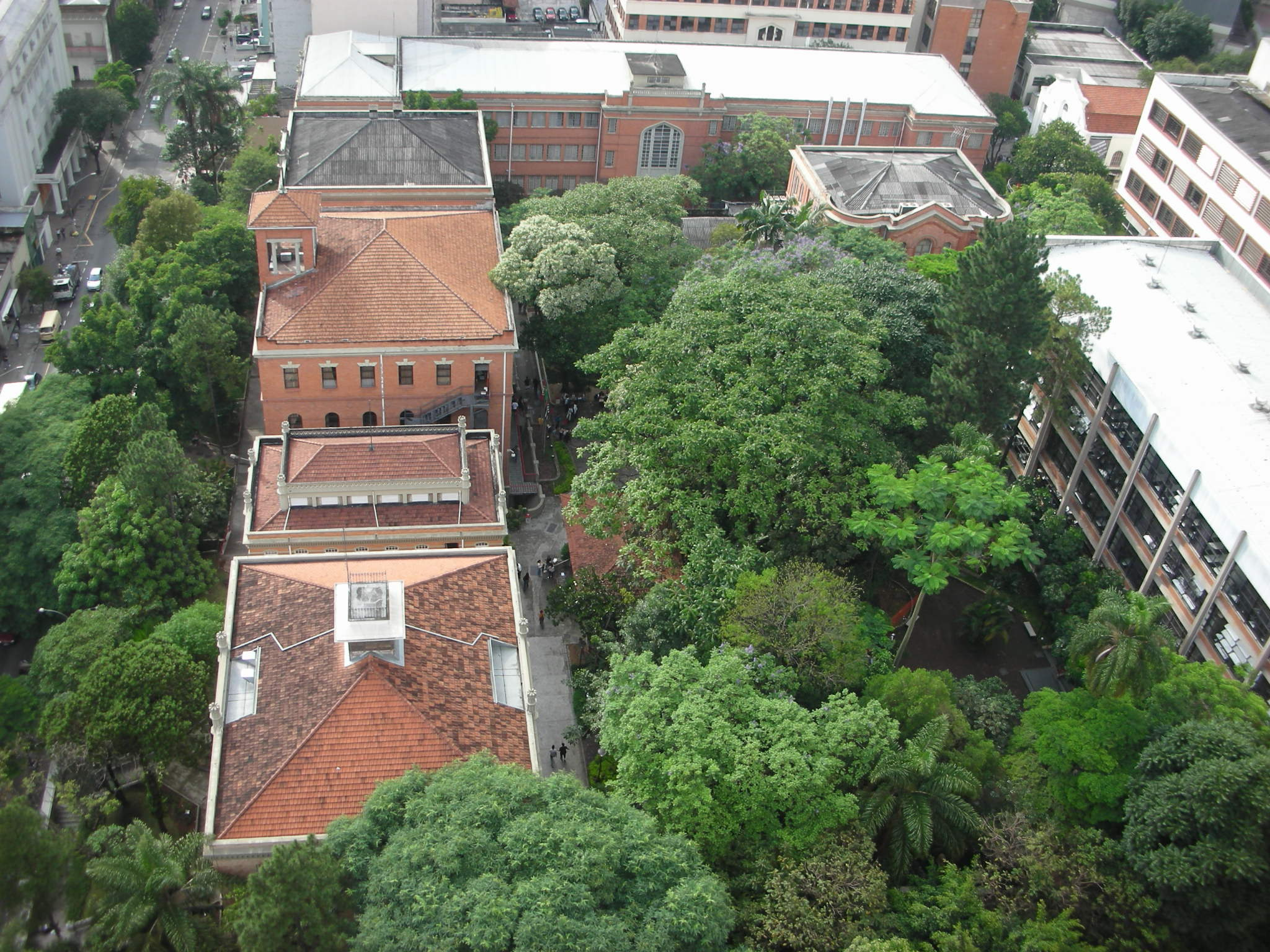
Parte del Campus de São Paulo en la calle Maria Antônia

En 1870, el misionero norteamericano Presbiteriano George Whitehill Chamberlain y su esposa Mary Annesley fundaron una escuela secundaria privada dentro de su hogar. Las clases se llevaron a cabo en su sala de estar y, unos años más tarde, la "Escuela Americana" se estableció como centro de excelencia en São Paulo. La Escuela Americana de Chamberlains era revolucionaria para los estándares brasileños de la época: no se permitía castigos corporales a los estudiantes y tanto los niños como las niñas podían asistir a las clases. Aunque los Chamberlains eran abiertamente presbiterianos, los estudiantes de todas las etnias, clases sociales y denominaciones religiosas eran bienvenidos. La fama del rigor académico aliado a la tolerancia religiosa pronto llegó a los Estados Unidos.
En 1896, John Theron Mackenzie, abogado de Phelps, Nueva York, y sus hermanas donaron US $ 50,000 "para el establecimiento de una escuela de ingeniería que se construirá bajo los auspicios del Sr. Chamberlain". El edificio Mackenzie fue construido el año siguiente, y el colegio fue nombrado en su honor.
Después de la creación del Colegio Mackenzie, la institución vio una rápida expansión de sus actividades con la creación de una Escuela de Arquitectura, una Escuela de Economía y una Facultad de Derecho, obteniendo el estatus de universidad en 1952.

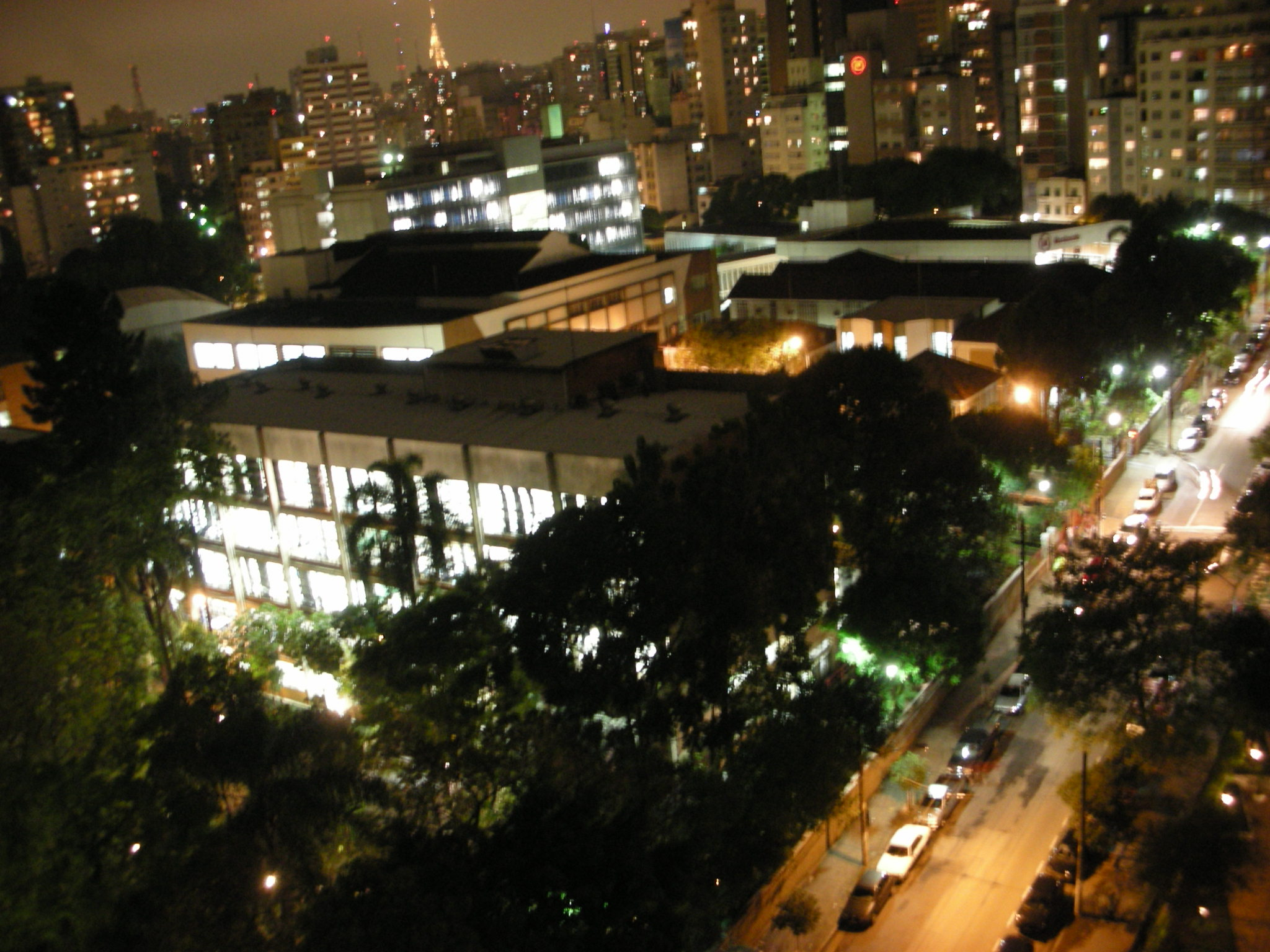
Campus de São Paulo por la noche

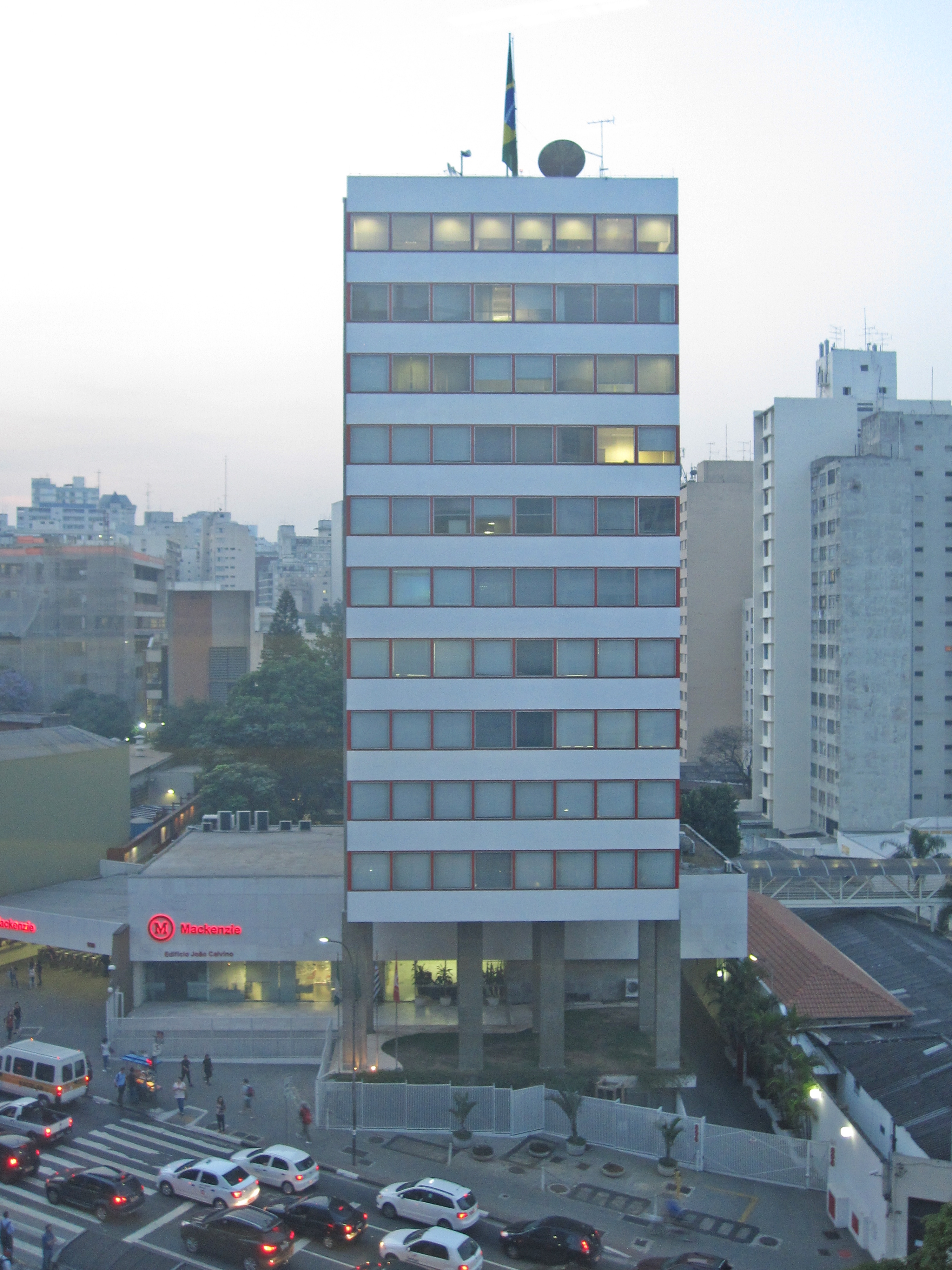
Edificio João Calvino, que alberga las instalaciones de postgrado de la universidad.

## Alumnos ilustres
En 130 años de historia (a partir de 2000), se estima que la Universidad Mackenzie tiene 300.000 antiguos alumnos, muchos de ellos importantes personalidades de la política brasileña y de la sociedad civil. Entre ellos están el arquitecto y urbanista brasileño Paulo Mendes da Rocha ganador del Premio Pritzker, el Nobel del mundo de la arquitectura; la pintora modernista Anita Malfatti; el jugador de baloncesto más conocido de Brasil Oscar Schmidt; el piloto bicampeón mundial de Fórmula 1 Emerson Fittipaldi; el explorador del mar Amyr Klink; el medallista de oro olímpico Robert Scheidt; periodistas Boris Casoy y Ney Gonçalves Dias; los empresarios Márcio Cypriano (CEO Bradesco), Ivan Zurita (CEO Nestlé, Brasil) y Emerson Kapaz; los juristas Álvaro Villaça Azevedo y Carlos Miguel Aidar (expresidente de la Sociedad Brasileña de Derecho); el juez de la Corte Suprema de Brasil Eros Roberto Grau; Abogado José Roberto Batochio; el estudioso de derecho Sérgio Pinto Martins (juez y estudioso de derecho laboral), Roberto Justus; Ricardo de Aquino Salles; y Tales Castelo Branco.

## Escuelas y facultades
- Escuela de Ingeniería
- Escuela de Posgrado de Teología
- Facultad de Arquitectura y Urbanismo
- Facultad de Ciencias Biológicas y Salud (CCBS, ex FCBEE)
- Facultad de Economía, Contabilidad, Negocios y Marketing (CCSA)
- Facultad de Informática y Tecnología de la Información
- Colegio de Comunicación y las Artes
- Facultad de Derecho
- Facultad de Educación Física
- Facultad de Filosofía, Lengua y Educación
- Escuela de Psicología

## Convenios con otras instituciones
La Coordinadora Internacional, creada en julio de 2003, originalmente con el nombre de ACOI (Asesoría de Cooperación Interinstitucional e Internacional), representa y apoya la Rectoría de la Universidad Presbiteriana Mackenzie, en el desarrollo e implantación de actividades y proyectos interinstitucionales e internacionales, buscando la promoción el intercambio de experiencias entre estudiantes, docentes e investigadores de otras instituciones en estudio, investigación y extensión. Entre nuestras funciones y objetivos están:
- Asesorar a los diversos sectores de la UPM, con miras a la concreción de acuerdos de cooperación con otras instituciones;
  - Prospección de nuevos proyectos de colaboración con instituciones ya convenidas y seguimiento de la relación con los organismos que mantienen actividades relacionadas;
  - Desarrollo de una central de información virtual para el acceso de los alumnos de Mackenzie, con información sobre oportunidades de perfeccionamiento en el extranjero;
- Intermediación de acuerdos con instituciones universitarias de Brasil y del exterior para la elaboración de propuestas de intercambio;
  - Apoyar a estudiantes y profesores visitantes, de Brasil y del exterior, participantes de programas de intercambio;
  - Mantenimiento de bases de datos actualizadas con información sobre las instituciones convenidas y organismos de fomento nacionales e internacionales.